# Đạt đến trình độ nghệ thuật
Đạt đến trình độ nghệ thuật (tiếng Anh: state of the art) là khái niệm chỉ đến cấp độ phát triển cao nhất, của một thiết bị, kỹ thuật hoặc một lĩnh vực khoa học tại một thời điểm cụ thể. Tuy nhiên, trong một số ngữ cảnh, nó có thể chỉ đến một cấp độ phát triển mà chúng đạt đến ở bất kỳ thời gian, thời điểm nào như một hệ quả của phương pháp luận phổ biến được sử dụng thời gian đó.
Trong quảng cáo, cụm từ này thường được dùng để truyền tải thông tin về một sản phẩm rằng nó được tạo ra với công nghệ tối tân, hiện đại nhất, nhưng người ta cũng lưu ý rằng "thuật ngữ 'đạt đến trình độ nghệ thuật' cần đến rất ít bằng chứng xác thực về các phần của nhà quảng cáo", khi nó chỉ được xem là "lời rao hàng láo".